# Popis vrsta roda Quercus
Popis vrsta roda Quercus
1. Quercus acerifolia (E.J.Palmer) Stoynoff & Hess
2. Quercus acherdophylla Trel.
3. Quercus acrodonta Seemen
4. Quercus aculcingensis Trel.
5. Quercus acuta Thunb.
6. Quercus acutangula Trel.
7. Quercus acutifolia Née
8. Quercus acutissima Carruth.
9. Quercus aerea Trel.
10. Quercus afares Pomel
11. Quercus affinis Scheidw.
12. Quercus agrifolia Née
13. Quercus ajoensis C.H.Mull.
14. Quercus alba L., bijeli hrast
15. Quercus albicaulis Chun & W.C.Ko
16. Quercus albocincta Trel.
17. Quercus aliena Blume, orijentalni bijeli hrast
18. Quercus alnifolia Poech, zlatni ciparski hrast
19. Quercus alpescens Trel.
20. Quercus annulata Sm.
21. Quercus aquifolioides Rehder & E.H.Wilson
22. Quercus arbutifolia Hickel & A.Camus
23. Quercus argentata Korth.
24. Quercus argyrotricha A.Camus
25. Quercus ariifolia Trel.
26. Quercus aristata Hook. & Arn.
27. Quercus arizonica Sarg.
28. Quercus arkansana Sarg.
29. Quercus asymmetrica Hickel & A.Camus
30. Quercus aucheri Jaub. & Spach;  (velika česmina)
31. Quercus augustini Skan
32. Quercus auricoma A.Camus
33. Quercus austrina Small
34. Quercus austrocochinchinensis Hickel & A.Camus
35. Quercus baloot Griff.
36. Quercus bambusifolia Hance in B.Seemann
37. Quercus baronii Skan
38. Quercus barrancana Spellenb.
39. Quercus bawanglingensis C.C.Huang, Ze X.Li & F.W.Xing
40. Quercus bella Chun & Tsiang
41. Quercus benthamii A.DC.
42. Quercus berberidifolia Liebm.
43. Quercus bicolor Willd.
44. Quercus blakei Skan
45. Quercus boyntonii Beadle
46. Quercus braianensis A.Camus
47. Quercus brandegeei Goldman
48. Quercus brandisiana Kurz
49. Quercus brantii Lindl.
50. Quercus brenesii Trel.
51. Quercus brevicalyx A.Camus
52. Quercus breviradiata (W.C.Cheng) C.C.Huang
53. Quercus broteroi (Cout.) Rivas Mart. & Sáenz de Rivas
54. Quercus buckleyi Nixon & Dorr
55. Quercus calophylla Schltdl. & Cham.
56. Quercus canariensis Willd., kanarski hrast
57. Quercus canbyi Trel.
58. Quercus candicans Née
59. Quercus carmenensis C.H.Mull.
60. Quercus castanea Née
61. Quercus castaneifolia C.A.Mey., kestenolisni hrast
62. Quercus cedrosensis C.H.Mull.
63. Quercus cerris L.;  (cer); sinonimi Quercus pseudocerris Boiss. (crni cer)
64. Quercus championii Benth.
65. Quercus chapmanii Sarg.
66. Quercus charcasana Trel. ex A.Camus
67. Quercus chartacea Trel.
68. Quercus chasei McMinn
69. Quercus chenii Nakai
70. Quercus chevalieri Hickel & A.Camus
71. Quercus chihuahuensis Trel.
72. Quercus chimaltenangana Trel.
73. Quercus chinantlensis Liebm.
74. Quercus chrysocalyx Hickel & A.Camus
75. Quercus chrysolepis Liebm., kalifornijski živi hrast
76. Quercus chrysotricha A.Camus
77. Quercus chungii F.P.Metcalf
78. Quercus ciliaris C.C.Huang & Y.T.Chang
79. Quercus coahuilensis Nixon & C.H.Müll.
80. Quercus coccifera L.; hrast oštrika, hrast komorovac, prnar; sinonimi: Q. calliprinos Webb Tvrdolisni hrast oštrun ili kod Dubrovnika poznat je kao omorovac.
81. Quercus cocciferoides Hand.-Mazz.
82. Quercus coccinea Münchh., grimizni hrast
83. Quercus coffeicolor Trel.
84. Quercus colombiana Cuatrec.
85. Quercus conduplicans Chun
86. Quercus congesta C.Presl
87. Quercus conspersa Benth.
88. Quercus convallata Trel.
89. Quercus conzattii Trel.
90. Quercus copeyensis C.H.Mull.
91. Quercus cornelius-mulleri Nixon & K.P.Steele
92. Quercus cortesii Liebm.
93. Quercus costaricensis Liebm.
94. Quercus crassifolia Bonpl.
95. Quercus crassipes Bonpl.
96. Quercus crenata Lam.; (šuvar)
97. Quercus crispifolia Trel.
98. Quercus crispipilis Trel.
99. Quercus cualensis L.M.González
100. Quercus cubana A.Rich.
101. Quercus daimingshanensis (S.K.Lee) C.C.Huang
102. Quercus dalechampii Ten.; dalešampijev kitnjak, balkanski kitnjak, apeninski kitnjak
103. Quercus dankiaensis A.Camus
104. Quercus delavayi Franch.
105. Quercus delgadoana S.Valencia, Nixon & L.M.Kelly
106. Quercus delicatula Chun & Tsiang
107. Quercus deliquescens C.H.Mull.
108. Quercus dentata Thunb.
109. Quercus depressa Bonpl.
110. Quercus depressipes Trel.
111. Quercus deserticola Trel.
112. Quercus devia Goldman
113. Quercus dinghuensis C.C.Huang
114. Quercus disciformis Chun & Tsiang
115. Quercus diversifolia Née
116. Quercus dolicholepis A.Camus
117. Quercus dongfangensis C.C.Huang, F.W.Xing & Ze X.Li
118. Quercus douglasii Hook. & Arn.
119. Quercus dumosa Nutt.,  kalifornijski grmoliki hrast
120. Quercus durata Jeps.
121. Quercus durifolia Seemen ex Loes.
122. Quercus edithiae Skan
123. Quercus eduardi Trel.
124. Quercus edwardsiae C.H.Mull.
125. Quercus elevaticostata (Q.F.Zheng) C.C.Huang
126. Quercus ellipsoidalis E.J.Hill
127. Quercus elliptica Née
128. Quercus elmeri Merr.
129. Quercus emoryi Torr.
130. Quercus engelmannii Greene
131. Quercus engleriana Seemen
132. †Quercus eoxalapensis MacGinitie 1941
133. Quercus eumorpha Kurz
134. Quercus fabrei Hance
135. Quercus faginea Lam.
136. Quercus falcata Michx., južni crveni hrast
137. Quercus fenchengensis H.Wei Jen & L.M. Wang
138. Quercus fimbriata Y.C.Hsu & H.Wei Jen
139. Quercus floccosa Liebm.
140. Quercus flocculenta C.H.Mull.
141. Quercus floribunda Lindl. ex A.Camus
142. Quercus frainetto Ten.; hrast sladun
143. Quercus franchetii Skan
144. Quercus frutex Trel.
145. Quercus fuliginosa Chun & W.C.Ko
146. Quercus fulva Liebm.
147. Quercus fulvisericeous (Y.C. Hsu & D.M. Wang) Z.K. Zhou
148. Quercus furfuracea Liebm.
149. Quercus fusiformis Small
150. Quercus gaharuensis Soepadmo
151. Quercus galeanensis C.H.Mull.
152. Quercus gambelii Nutt.
153. Quercus gambleana A.Camus
154. Quercus garryana Douglas ex Hook., oregonski hrst
155. Quercus gemelliflora Blume
156. Quercus geminata Small
157. Quercus gentryi C.H.Mull.
158. Quercus georgiana M.A.Curtis
159. Quercus germana Schltdl. & Cham.
160. Quercus ghiesbreghtii M.Martens & Galeotti
161. Quercus gilliana Rehder & E.H.Wilson
162. Quercus gilva Blume
163. Quercus glabrescens Benth.
164. Quercus glauca Thunb.
165. Quercus glaucescens Bonpl.
166. Quercus glaucoides M.Martens & Galeotti
167. Quercus gomeziana A.Camus
168. Quercus gracilenta Chun
169. Quercus gracilior C.H.Mull.
170. Quercus gravesii Sudw.
171. Quercus greggii (A.DC.) Trel.
172. Quercus griffithii Hook.f. & Thomson ex Miq.
173. Quercus grisea Liebm.
174. Quercus gulielmitreleasei C.H.Mull.
175. Quercus gussonei (Borzí) Brullo
176. Quercus guyavifolia H.Lév.
177. Quercus hainanica C.C.Huang & Y.T.Chang ex Govaerts & Frodin
178. Quercus handeliana A.Camus
179. Quercus hartwissiana Steven, hartvisov hrast
180. Quercus havardii Rydb.
181. Quercus helferiana A.DC.
182. Quercus hemisphaerica Bartram ex Willd.
183. Quercus hinckleyi C.H.Mull.
184. Quercus hintonii E.F.Warb.
185. Quercus hintoniorum Nixon & C.H.Müll.
186. Quercus hirtifolia M.L.Vázquez, S.Valencia & Nixon
187. Quercus hondae Makino
188. Quercus humboldtii Bonpl.
189. Quercus hypoleucoides A.Camus
190. Quercus hypophaea Hayata
191. Quercus hypoxantha Trel.
192. Quercus ichnusae Mossa, Bacch. & Brullo
193. Quercus ignaciensis C.H.Mull.
194. Quercus ilex L.; crnika, česmina
195. Quercus ilicifolia Wangenh.
196. Quercus iltisii L.M.González
197. Quercus imbricaria Michx.
198. Quercus incana Bartram
199. Quercus infectoria G.Olivier, žućni hrast
200. Quercus inopina Ashe
201. Quercus insignis M.Martens & Galeotti
202. Quercus intricata Trel.
203. Quercus invaginata Trel.
204. Quercus ithaburensis Decne.
205. Quercus ithaburensis subsp. macrolepis (Kotschy) Hedge & Yalt.; dolinski hrast, grčki hrast, šiškar; sinonim Q. macrolepis)
206. Quercus jenseniana Hand.-Mazz.
207. Quercus jinpinensis (Y.C.Hsu & H.Wei Jen) C.C.Huang
208. Quercus john-tuckeri Nixon & C.H.Müll.
209. Quercus jonesii Trel.
210. Quercus juergensenii Liebm.
211. Quercus kelloggii Newb.
212. Quercus kerangasensis Soepadmo
213. Quercus kerrii Craib
214. Quercus kinabaluensis Soepadmo
215. Quercus kingiana Craib
216. Quercus kiukiangensis (Y.T.Chang) Y.T.Chang
217. Quercus kongshanensis Y.C.Hsu & H.Wei Jen
218. Quercus kotschyana O.Schwarz
219. Quercus kouangsiensis A.Camus
220. Quercus laceyi Small
221. Quercus laeta Liebm.
222. Quercus laevis Walter
223. Quercus lamellosa Sm.
224. Quercus lanata Sm.
225. Quercus lancifolia Schltdl. & Cham.
226. Quercus langbianensis Hickel & A.Camus
227. Quercus laurifolia Michx., lovorasti hrast
228. Quercus laurina Bonpl.
229. Quercus laxa Liebm.
230. Quercus leiophylla A.DC.
231. Quercus lenticellata Barnett
232. Quercus liaoi C.F.Shen
233. Quercus libani G.Olivier,  libanski hrast
234. Quercus liboensis Z.K.Zhou
235. Quercus liebmannii Oerst. ex Trel.
236. Quercus lineata Blume
237. Quercus litseoides Dunn
238. Quercus lobata Née, kalifornijski bijeli hrast
239. Quercus lobbii Ettingsh.
240. Quercus lodicosa O.E.Warb. & E.F.Warb.
241. Quercus longinux Hayata
242. Quercus longispica (Hand.-Mazz.) A.Camus
243. Quercus look Kotschy
244. Quercus lowii King
245. Quercus lungmaiensis (Hu) C.C.Huang & Y.T.Chang
246. Quercus lusitanica Lam., portugalski hrast
247. Quercus lyrata Walter
248. Quercus macdougallii Martínez
249. Quercus macranthera Fisch. & C.A.Mey. ex Hohen.
250. Quercus macrocalyx Hickel & A.Camus
251. Quercus macrocarpa Michx.
252. Quercus macvaughii Spellenb.
253. Quercus magnoliifolia Née
254. Quercus manzanillana Trel.
255. Quercus margarettae (Ashe) Small
256. Quercus marilandica (L.) Münchh.
257. Quercus marlipoensis Hu & W.C.Cheng
258. Quercus martinezii C.H.Mull.
259. Quercus meihuashanensis (Q.F.Zheng) C.C.Huang
260. Quercus merrillii Seemen
261. Quercus mespilifolia Wall. ex A.DC.
262. Quercus mexicana Bonpl.
263. Quercus michauxii Nutt., močvarni kestenasti hrast; Q. prinus kestenoliki hrast
264. Quercus microphylla Née
265. Quercus minima (Sarg.) Small
266. Quercus miquihuanensis Nixon & C.H.Müll.
267. Quercus miyagii Koidz.
268. Quercus mohriana Buckley ex Rydb.
269. Quercus mongolica Fisch. ex Ledeb., mongolski hrast
270. Quercus monimotricha (Hand.-Mazz.) Hand.-Mazz.
271. Quercus monnula Y.C.Hsu & H.Wei Jen
272. Quercus montana Willd.
273. Quercus morii Hayata
274. Quercus motuoensis C.C.Huang
275. Quercus muehlenbergii Engelm., ‘žuti kestenoliki hrast’, chinkapin hrast
276. Quercus mulleri Martínez
277. Quercus multinervis (W.C.Cheng & T.Hong) Govaerts
278. Quercus myrsinifolia Blume
279. Quercus myrtifolia Willd.
280. Quercus nigra L., vodeni hrast
281. Quercus ningangensis (W.C.Cheng & Y.C.Hsu) C.C.Huang
282. Quercus ningqiangensis S.Z.Qu & W.H.Zhang
283. Quercus nivea King
284. Quercus nixoniana S.Valencia & Lozada-Pérez
285. Quercus oblongata D.Don
286. Quercus oblongifolia Torr.
287. Quercus obtusanthera Trel.
288. Quercus obtusata Bonpl.
289. Quercus ocoteifolia Liebm.
290. Quercus oglethorpensis W.H.Duncan
291. Quercus oidocarpa Korth.
292. Quercus oleoides Schltdl. & Cham.
293. Quercus oocarpa Liebm.
294. Quercus opaca Trel.
295. Quercus orocantabrica Rivas Mart. & al.
296. Quercus oxyodon Miq.
297. Quercus oxyphylla (E.H.Wilson) Hand.-Mazz.
298. Quercus pachucana Zav.-Cháv.
299. Quercus pachyloma Seemen
300. Quercus pacifica Nixon & C.H.Müll.
301. Quercus pagoda Raf.
302. Quercus palmeri Engelm.
303. Quercus palustris Münchh.,  čamoliki hrast
304. Quercus panamandinaea C.H.Mull.
305. Quercus pannosa Hand.-Mazz.
306. Quercus parvula Greene
307. Quercus patkoiensis A.Camus
308. Quercus pauciradiata Penas & al.
309. Quercus peduncularis Née
310. Quercus peninsularis Trel.
311. Quercus pentacycla Y.T.Chang
312. Quercus percoriacea Soepadmo
313. Quercus perpallida Trel.
314. Quercus petelotii A.Camus
315. Quercus petraea (Matt.) Liebl.; hrast kitnjak, brdnjak
316. Quercus phanera Chun
317. Quercus phellos L., vrboliki hrast
318. Quercus phillyreoides A.Gray
319. Quercus pinbianensis (Y.C.Hsu & H.Wei Jen) C.C.Huang & Y.T.Chang
320. Quercus pinnativenulosa C.H.Mull.
321. Quercus planipocula Trel.
322. Quercus platycalyx Hickel & A.Camus
323. Quercus poilanei Hickel & A.Camus
324. Quercus polymorpha Schltdl. & Cham.
325. Quercus pontica K.Koch, pontski hrast
326. Quercus potosina Trel.
327. Quercus praeco Trel.
328. Quercus pringlei Seemen ex Loes.
329. Quercus prinoides Willd.
330. Quercus pseudosemecarpifolia A.Camus
331. Quercus pseudoverticillata Soepadmo
332. Quercus pubescens Willd.; (hrast medunac);
333. Quercus pumila Walter
334. Quercus pungens Liebm.
335. Quercus purulhana Trel.
336. Quercus pyrenaica Willd., pirenejski hrast
337. Quercus quangtriensis Hickel & A.Camus
338. Quercus radiata Trel.
339. Quercus ramsbottomii A.Camus
340. Quercus rehderiana Hand.-Mazz.
341. Quercus rekonis Trel.
342. Quercus repanda Bonpl.
343. Quercus resinosa Liebm.
344. Quercus rex Hemsl.
345. Quercus robur L.; (hrast lužnjak); Sinonimi: Quercus haas Kotschy Stepski lužnjak
346. Quercus robusta C.H.Mull.
347. Quercus rotundifolia Lam.
348. Quercus rubra L., crveni hrast, američki crveni hrast
349. Quercus rugosa Née
350. Quercus runcinatifolia Trel. & C.H.Müll.
351. Quercus rupestris Hickel & A.Camus
352. Quercus rysophylla Weath.
353. Quercus sadleriana R.Br.ter
354. Quercus salicifolia Née
355. Quercus salicina Blume
356. Quercus salicina f. angusta (Nakai) H. Ohba
357. Quercus saltillensis Trel.
358. Quercus sanchezcolinii Martínez
359. Quercus sapotifolia Liebm.
360. Quercus saravanensis A.Camus
361. Quercus schottkyana Rehder & E.H.Wilson
362. Quercus schultzei Trel.
363. Quercus scytophylla Liebm.
364. Quercus sebifera Trel.
365. Quercus seemannii Liebm.
366. Quercus segoviensis Liebm.
367. Quercus semecarpifolia Sm.
368. Quercus semiserrata Roxb.
369. Quercus semiserratoides (Y.C.Hsu & H.Wei Jen) C.C.Huang & Y.T.Chang
370. Quercus senescens Hand.-Mazz.
371. Quercus serrata Murray
372. Quercus sessilifolia Blume
373. Quercus setulosa Hickel & A.Camus
374. Quercus shanxiensis Z.K.Zhou
375. Quercus shennongii C.C.Huang & S.H.Fu
376. Quercus shingjenensis Y.T.Chang
377. Quercus shumardii Buckley,  šumard hrast
378. Quercus sichourensis (Y.C.Hsu) C.C.Huang & Y.T.Chang
379. Quercus sicula Borzí
380. Quercus sideroxyla Bonpl.
381. Quercus similis Ashe
382. Quercus sinuata Walter
383. Quercus skinneri Benth.
384. Quercus spinosa David
385. Quercus splendens Née
386. Quercus steenisii Soepadmo
387. Quercus stellata Wangenh., poštanski hrast
388. Quercus stenophylloides Hayata
389. Quercus stewardiana A.Camus
390. Quercus striatula Trel.
391. Quercus subconvexa Tucker
392. Quercus suber L., hrast plutnjak, plutnjak
393. Quercus subsericea A.Camus
394. Quercus subspathulata Trel.
395. Quercus sumatrana Soepadmo
396. Quercus supranitida C.H.Mull.
397. Quercus tarahumara Spellenb., J.D.Bacon & Breedlove
398. Quercus tardifolia C.H.Mull.
399. Quercus tarokoensis Hayata
400. Quercus texana Buckley
401. Quercus thomsoniana A.DC.
402. Quercus thorelii Hickel & A.Camus
403. Quercus tiaoloshanica Chun & W.C.Ko
404. Quercus tinkhamii C.H.Mull.
405. Quercus tomentella Engelm.
406. Quercus tomentosinervis (Y.C.Hsu & H.Wei Jen) C.C.Huang
407. Quercus tonduzii Seemen
408. Quercus toumeyi Sarg.
409. Quercus treubiana Seemen
410. Quercus trojana Webb; (oštrogun, trojanski hrast, makedonski hrast)
411. Quercus tsinglingensis S.L.Liou ex S.Z.Qu & W.H.Zhang
412. Quercus tuberculata Liebm.
413. Quercus tuitensis L.M.González
414. Quercus tungmaiensis Y.T.Chang
415. Quercus turbinella Greene
416. Quercus undata Trel.
417. Quercus urbanii Trel.
418. Quercus utilis Hu & W.C.Cheng
419. Quercus uxoris McVaugh
420. Quercus vacciniifolia Kellogg
421. Quercus valdinervosa Soepadmo
422. Quercus vallicola Trel.
423. Quercus variabilis Blume
424. Quercus vaseyana Buckley
425. Quercus velutina Lam., ; Q. tinctoria crni hrast, bojani hrast
426. Quercus verde C.H.Mull.
427. Quercus vestita Griff.
428. Quercus vicentensis Trel.
429. Quercus viminea Trel.
430. Quercus virginiana Mill., ‘živi hrast’
431. Quercus vulcanica Boiss. & Heldr. ex Kotschy
432. Quercus welshii R.A.Denham
433. Quercus wislizeni A.DC.
434. Quercus wutaishanica Mayr
435. Quercus xalapensis Bonpl.
436. Quercus xanthoclada Drake
437. Quercus xanthotricha A.Camus
438. Quercus yiwuensis Y.C.Hsu & H.Wei Jen
439. Quercus yonganensis L.K.Ling & C.C.Huang
440. Quercus yongchunana Z.K.Zhou
441. Quercus ×acutidens Torr.
442. Quercus ×albescens Rouy ex A.Camus
443. Quercus ×alienocrispula H.Ohba
444. Quercus ×alienoserratoides T.B.Lee
445. Quercus ×allorgeana A.Camus
446. Quercus ×alpestris Boiss.
447. Quercus ×alvordiana Eastw.
448. Quercus ×anatolica Sosn. ex Bandin
449. Quercus ×andegavensis Hy
450. Quercus ×andresii R.Alonso & al.
451. Quercus ×andrewsii Sarg.
452. Quercus ×arrimatensis Penas, Llamas, Pérez Morales & Acedo
453. Quercus ×aruciensis C.Vicioso
454. Quercus ×ashei Trel.
455. Quercus ×atlantica Ashe
456. Quercus ×autumnalis F.M.Vázquez, S.Ramos & Doncel
457. Quercus ×auzandrii Gren. & Godr.
458. Quercus ×baenitzii A.Camus
459. Quercus ×barnova Georgescu & Dobrescu
460. Quercus ×basaseachicensis C.H.Mull.
461. Quercus ×battandieri A.Camus
462. Quercus ×beaumontiana Sarg.
463. Quercus ×bebbiana C.K.Schneid.
464. Quercus ×beckyae Gaynor
465. Quercus ×beguinotii Gavioli
466. Quercus ×benderi Baen.
467. Quercus ×bernardensis W.Wolf
468. Quercus ×beturica (F.M.Vázquez, Coombes, Rodr.-Coombes, Ramos & Doncel) F.M.Vázquez, Vila-Viçosa, Meireles & Pinto Gomes
469. Quercus ×bimundorum E.J.Palmer
470. Quercus ×blufftonensis Trel.
471. Quercus ×borosii Mátyás
472. Quercus ×brittonii W.T.Davis
473. Quercus ×burnetensis Little
474. Quercus ×bushii Sarg.
475. Quercus ×byarsii Sudw. ex Trel.
476. Quercus ×caduca Trel.
477. Quercus ×caesariensis Moldenke
478. Quercus ×campitica Hadjik. & Hand
479. Quercus ×cantabrica C.Vicioso
480. Quercus ×capesii W.Wolf
481. Quercus ×carrissoana A.Camus
482. Quercus ×celtica F.M.Vázquez & al.
483. Quercus ×cerrioides Willk. & Costa
484. Quercus ×cocksii Sarg.
485. Quercus ×columnaris Laughlin
486. Quercus ×comptoniae Sarg.
487. Quercus ×coscojosuberiformis Baonza
488. Quercus ×coutinhoi Samp.
489. Quercus ×cravenensis Little
490. Quercus ×deamii Trel.
491. Quercus ×deleiensis A.Camus
492. Quercus ×demareei Ashe
493. Quercus ×diosdadoi F.M.Vázquez & al.
494. Quercus ×discreta Laughlin
495. Quercus ×diversiloba Tharp ex A.Camus
496. Quercus ×drummondii Liebm.
497. Quercus ×dubia Ashe
498. Quercus ×dysophylla Benth.
499. Quercus ×egglestonii Trel.
500. Quercus ×eplingii C.H.Mull.
501. Quercus ×exacta Trel.
502. Quercus ×fagineomirbeckii Villar
503. Quercus ×fangshanensis Liou
504. Quercus ×faxonii Trel.
505. Quercus ×fernaldii Trel.
506. Quercus ×fernowii Trel.
507. Quercus ×filialis Little
508. Quercus ×firmurensis Hy
509. Quercus ×fontana Laughlin
510. Quercus ×fontanesii Guss.
511. Quercus ×fontqueri O.Schwarz
512. Quercus ×gallaecica Llamas, Lence & Acedo
513. Quercus ×ganderi C.B.Wolf
514. Quercus ×gaonae Vila-Vicosa, Frias & F.M.Vázquez
515. Quercus ×garlandensis E.J.Palmer
516. Quercus ×giffordii Trel.
517. Quercus ×grandidentata Ewan
518. Quercus ×guadalupensis Sarg.
519. Quercus ×harbisonii Sarg.
520. Quercus ×hastingsii Sarg.
521. Quercus ×hawkinsiae Sudw.
522. Quercus ×haynaldiana Simonk.
523. Quercus ×helvetica Thell.
524. Quercus ×heterophylla F.Michx.
525. Quercus ×hispanica Lam., suplutnjak
526. Quercus ×hopeiensis Liou
527. Quercus ×howellii Tucker
528. Quercus ×humidicola E.J.Palmer
529. Quercus ×incomita E.J.Palmer
530. Quercus ×inconstans E.J.Palmer
531. Quercus ×introgressa P.M.Thomson
532. Quercus ×jackiana C.K.Schneid.
533. Quercus ×jolonensis Sarg.
534. Quercus ×joorii Trel.
535. Quercus ×kabylica Trab.
536. Quercus ×kerneri Simonk.
537. Quercus ×kinseliae (C.H.Mull.) Nixon & C.H.Müll.
538. Quercus ×kiusiana (Nakai) H.Ohba
539. Quercus ×knoblochii C.H.Mull.
540. Quercus ×leana Nutt.
541. Quercus ×lucana Gavioli
542. Quercus ×ludoviciana Sarg.
543. Quercus ×maccormickii Carruth.
544. Quercus ×maccormickoserrata T.B.Lee
545. Quercus ×macdonaldii Greene & Kellogg
546. Quercus ×macnabiana Sudw.
547. Quercus ×major Nakai
548. Quercus ×mannifera Lindl.
549. Quercus ×megaleia Laughlin
550. Quercus ×mellichampii Trel.
551. Quercus ×mongolicodentata Nakai
552. Quercus ×morehus Kellogg
553. Quercus ×morisii Borzí
554. Quercus ×moultonensis Ashe
555. Quercus ×munzii Tucker
556. Quercus ×mutabilis E.J.Palmer & Steyerm.
557. Quercus ×neomairei A.Camus
558. Quercus ×neopalmeri Sudw.
559. Quercus ×neotharpii A.Camus
560. Quercus ×nipponica Koidz.
561. Quercus ×organensis Trel.
562. Quercus ×oviedoensis Sarg.
563. Quercus ×palaeolithicola Trel.
564. Quercus ×palmeriana A.Camus
565. Quercus ×parkeri A.Camus
566. Quercus ×pastorensis C.H.Mull.
567. Quercus ×paui C.Vicioso
568. Quercus ×podophylla Trel.
569. Quercus ×pongtungensis Uyeki
570. Quercus ×pseudinfectoria A.Camus
571. Quercus ×rechingeri O.Schwarz
572. Quercus ×rehderi Trel.
573. Quercus ×riparia Laughlin
574. Quercus ×robbinsii Trel.
575. Quercus ×rolfsii Small
576. Quercus ×rosacea Bechst.
577. Quercus ×rudkinii Britton
578. Quercus ×runcinata (A.DC.) Engelm.
579. Quercus ×salcedoi C.Vicioso
580. Quercus ×saulii C.K.Schneid.
581. Quercus ×schneideri Vierh.
582. Quercus ×schochiana Dieck
583. Quercus ×schuettei Trel.
584. Quercus ×senneniana A.Camus
585. Quercus ×serratoides Uyeki
586. Quercus ×smallii Trel.
587. Quercus ×stelloides E.J.Palmer
588. Quercus ×sterilis Trel.
589. Quercus ×sterretii Trel.
590. Quercus ×streimii Heuff.; Velelisni medunac
591. Quercus ×subfalcata Trel.
592. Quercus ×subintegra (Engelm.) Trel.
593. Quercus ×substellata Trel.
594. Quercus ×succulenta Small (pro sp.)
595. Quercus ×szechenyana Borbás
596. Quercus ×tabajdiana Simonk.
597. Quercus ×takaoyamensis Makino
598. Quercus ×tharpii C.H.Mull.
599. Quercus ×tingitana A.Camus
600. Quercus ×tottenii Melvin
601. Quercus ×townei E.J.Palmer
602. Quercus ×trabutii Hy
603. Quercus ×tridentata Engelm. ex A.DC.
604. Quercus ×turneri Willd., turnerov hrast (umjetni hibrid)
605. Quercus ×undulata Torr.
606. Quercus ×urartensis Uribe-Ech.
607. Quercus ×vaga E.J.Palmer & Steyerm.
608. Quercus ×venulosa Ashe
609. Quercus ×viveri Sennen ex A.Camus
610. Quercus ×wagneri Gaynor
611. Quercus ×walteriana Ashe
612. Quercus ×willdenowiana (Dippel) Beissn., Schelle & Zabel
613. Quercus ×yokohamensis (Makino) Makino ex H.Ohba